# Iglesia de San Pantaleón (Gorno Nerezi)

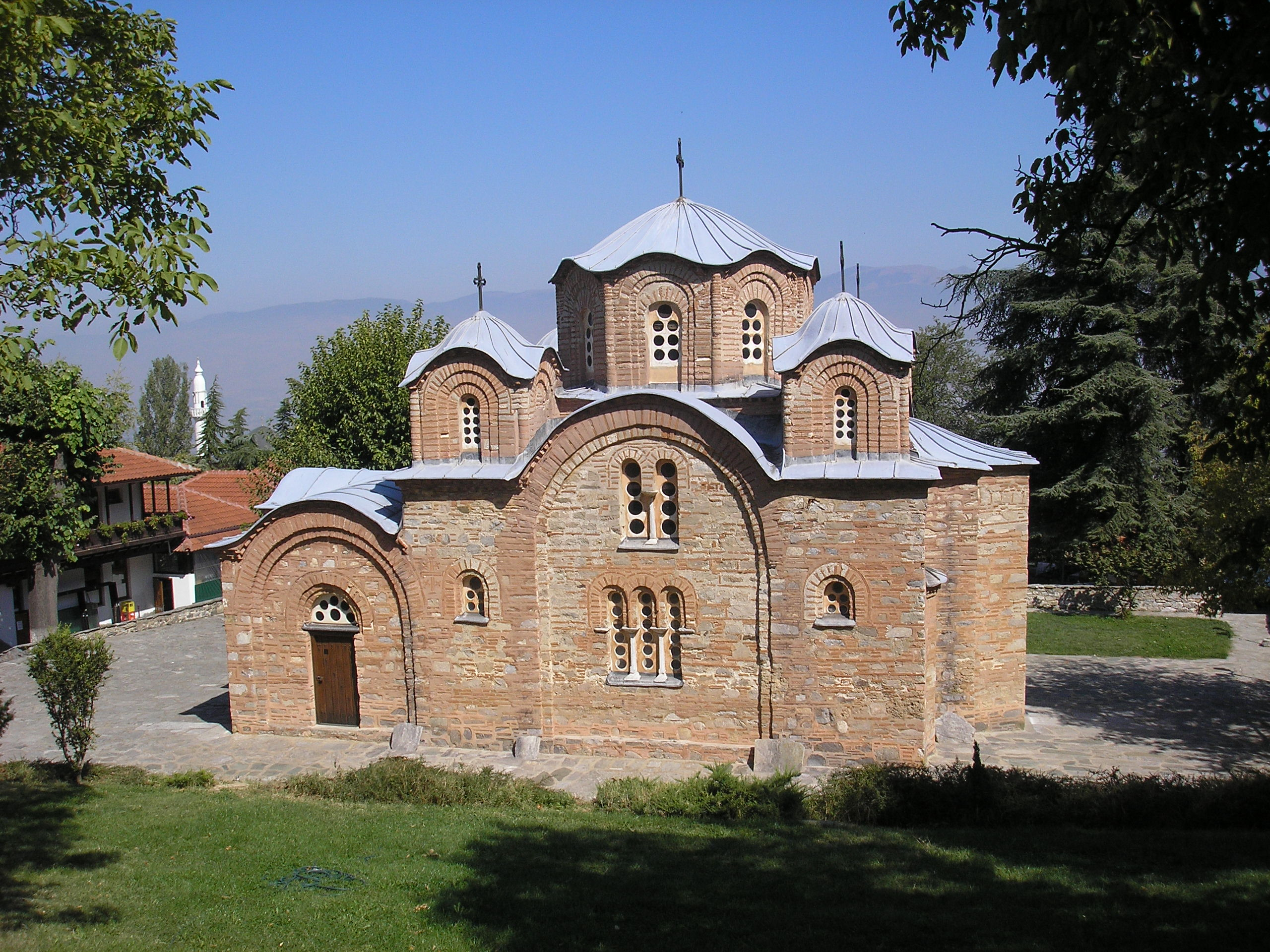
Iglesia de San Pantaleón.

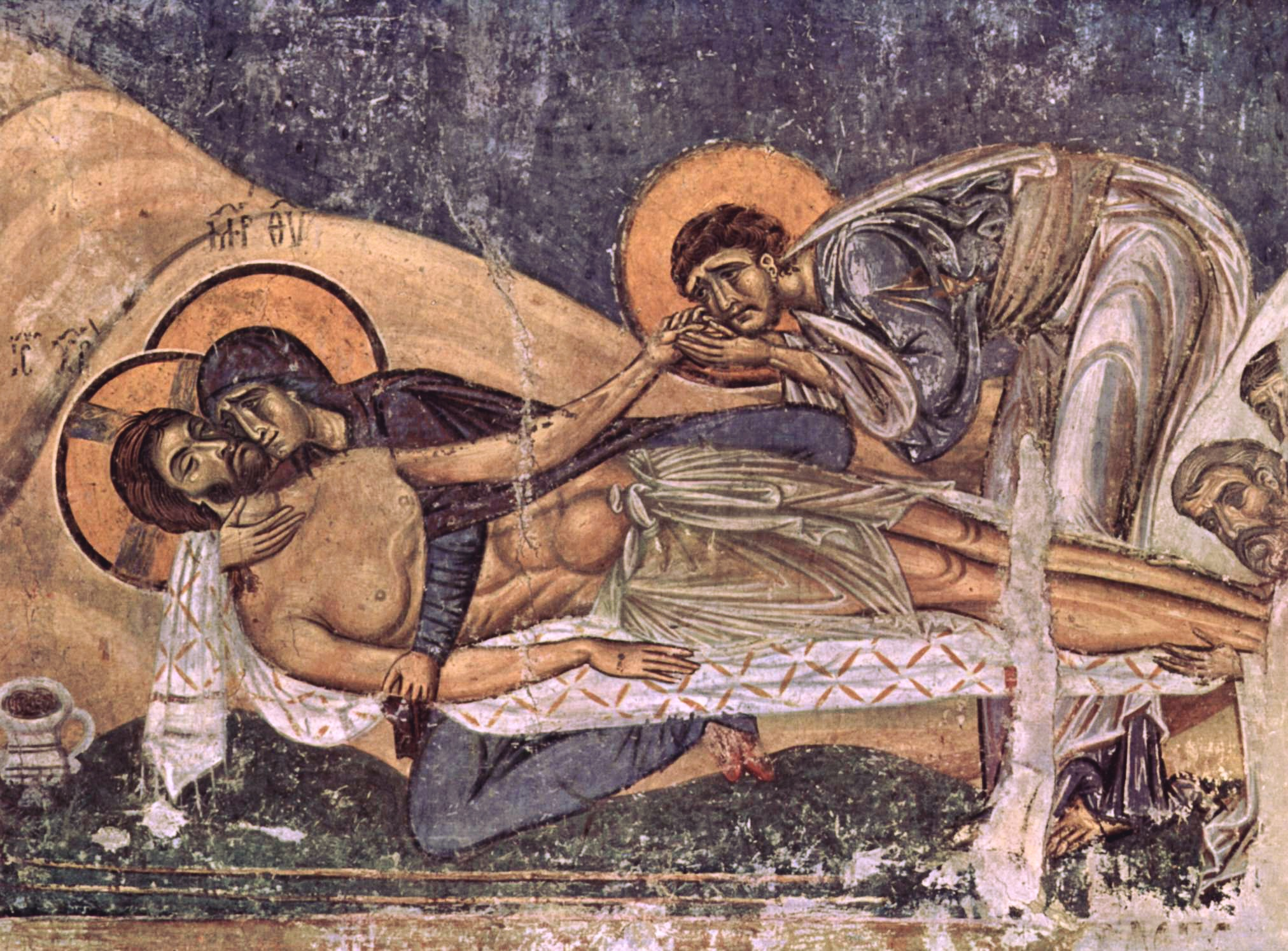
La Pietà en frescos en los muros de San Pantaleón.

La iglesia de San Pantaleón en Gorno Nerezi, Macedonia del Norte, es una pequeña iglesia bizantina del siglo XII ubicada en un monasterio. La iglesia y el monasterio están dedicados a San Pantaleón, el santo patrono de los médicos.
La iglesia fue construida en 1164 como una fundación de Alexius Angelus Comnenus, un hijo de Constantine Angelos y Theodora Komnene, una hija del emperador bizantino Alejo I Comneno.
La iglesia posee un núcleo cruciforme con cúpula, tres ábsides y un nártex rectangular. Se encuentra construida con bloques irregulares de roca y ladrillos inmersos en gruesas capas de mortero. El conjunto del monasterio que la rodea se encuentra encerrado entre muros.
Los frescos en la iglesia son hermosas muestras de arte bizantino de la era Comneniana, con escenas de la Pasión de Cristo y varias ilustraciones hagiográficas. Algunas composiciones similares se encuentran en el monasterio de Latomou en Tesalónica.
En el siglo XVI la iglesia fue dañada por un terremoto. Durante la restauración subsiguiente, se repintaron algunos de los frescos en el sector medio superior. La iconostasis original de mármol sobrevivió al terremoto, pero perdió su arte decorativo.